# Asparagaceae
Asparagaceae је породица скривеносеминица из реда Asparagales (шпарглолике).